# 李斌 (拳击运动员)
李斌（1980年1月21日—），男，遼寧瀋陽人，中國拳擊運動員。

## 生涯
李斌於1998年加入重慶運動技術學院，教練是李同健。隨後，他取得入選解放軍拳擊隊。2005年，他取得進入國家隊的機會，張傳良為他的教練。
2004年，李斌在全國錦標賽中贏得了91公斤級以上小項的錦標。次年10月的十運會中，代表重慶的他在拳擊項目的91公斤級以上小項的決賽以23:34不敵河北對手，摘下一面銀牌。2006年8月的全國精英賽中，他奪得了91公斤級小項的冠軍。4個月後的多哈亞運，他以12點之差被烏茲別克對手擊敗而在拳擊項目的91公斤級小項出局。

## 資料來源
1. ↑  .   [2007-06-25]. （原始内容存档于2019-08-31）.